# Egon Bork
Otto Egon Bork (* 7. November 1902 in Kolding; † 6. Januar 1989 in Hellerup) war ein dänischer Sprachwissenschaftler, Lexikograf und Gymnasiallehrer.

## Leben und Wirken
Egon Bork wuchs zweisprachig auf, seine Mutter war eine aus dem Rheinland stammende Deutsche. Nach dem Besuch des Gymnasiums in Kopenhagen begann er 1922 mit dem Studium der Neueren Sprachen an der Universität Kopenhagen, sein Schwerpunkt lag auf dem Fach Germanistik. Im Jahre 1928 legte er seine Magisterprüfung im Fach „Deutsche Sprache“ ab, sein Nebenfach war Anglistik. In der meisten Zeit seines beruflichen Lebens arbeitete Bork als Gymnasiallehrer und Deutschlehrer. Eine feste Anstellung konnte er erst 1935 am Gymnasium in Christianshavn, einem Stadtteil von Kopenhagen, finden. Dort unterrichtete er bis zu seinem Eintritt in den Ruhestand 1970. Während dieser Zeit gab Bork auch Deutschunterricht an der Universität Kopenhagen.
Im Jahre 1933 gründete Egon Bork den Verband der Deutschlehrer in Dänemark, dessen Vorsitzender er bis 1970 war. Später wirkte er als Mitbegründer und erster Vorsitzender des Internationalen Deutschlehrerverbands. Von 1952 bis 1965 betätigte sich Bork außerdem als Sprachsachverständiger und Redakteur beim Rundfunksender „Danmarks Radio“.
Größte Bekanntheit erreichte Egon Bork mit der Bearbeitung des im Verlag Gyldendal erschienenen dänisch-deutschen Sprachwörterbuchs. Das grundlegende Material hierfür hatte er 1932 von dem dänischen Lexikografen Ernst Kaper (1874–1940) übernommen und weitergeführt. 1964 wurde Bork hierfür mit der Goethe-Medaille des Goethe-Instituts ausgezeichnet.
Das von Bork erarbeitete Wörterbuch (Deutsch-Dänisch, Dänisch-Deutsch) erschien in zahlreichen Neuausgaben und galt lange Zeit als Standardwerk.

## Veröffentlichungen
- Tysk-dansk ordbog. Gyldendal, København 1941 (auf Grund der Vorarbeiten von Ernst Kaper) (14. Ausg., 7. Aufl., bearb. von Jens Erik Mogensen, 2007, ISBN 978-87-00-31760-4).
- Dansk-tysk ordbog. Gyldendal, København 1942 (4. Ausgabe, auf Grund der Vorarbeiten von Ernst Kaper) (11. Ausg., 8. Aufl., bearb. von Holm Fleischer, 2008, ISBN 978-87-00-31758-1).
- Tysk grammatik for de øverste klasser. 11. Ausg. Gyldendal, København 1962.
- Grundlaeggende tysk for voksne. 10. Ausgabe. Gyldendal, København 1969.